# Giuseppe Maria Roberti di Castelvero
Giuseppe Maria Roberti, conte di Castelvero (Acqui, 10 dicembre 1775 – Incisa, 27 ottobre 1844), è stato un politico e militare italiano, generale di cavalleria, governatore di Cagliari, Cuneo e Novara; tra il 1829 e il 1831 ricoprì la carica di Viceré di Sardegna.

## Biografia
Giuseppe Maria Roberti nacque nel palazzo di famiglia di Acqui il 10 dicembre 1775, figlio del conte Francesco Spirito e di Maria Teresa Della Chiesa dei marchesi di Cinzano e Roddi. Suo fratello minore fu Emilio Roberti, anch'egli generale dal 1820; altri quattro fratelli, tutti militari, si distinsero nelle armi e morirono in battaglia tra il 1808 e il 1809.
Intraprese la carriera di ufficiale di cavalleria nel 1792 nel Reggimento Provinciale di Vercelli col grado di Sottotenente; l'anno successivo partecipò a varie azioni di guerra contro la Francia rivoluzionaria, mettendosi in luce nella Battaglia dell'Authion. Al momento della sottomissione a Napoleone del Regno di Sardegna ricopriva il grado di capitano. Durante il periodo della dominazione francese del Piemonte militò per molti anni al servizio dell'Impero Austriaco, dapprima, nel 1800, come Sottotenente e poi, dal dicembre 1802, come Tenente, nel 7º Reggimento Ussari del principe di Liechtenstein, di stanza a Vienna: qui conobbe la contessa Francesca Romana von Rindsmaul, cugina del Primo Ministro Johann Ludwig von Cobenzl, che sposò il 21 gennaio 1805. Nel giugno 1808, tornato in Piemonte, aderì come ufficiale di cavalleria alla Guardia d'Onore del principe Borghese.
Nell'agosto 1814, con la ricostituzione dell'Armata Sarda, rientrò nei ranghi sabaudi con il grado di Luogotenente nel reggimento Cavalleggeri di Piemonte, venendo subito promosso Maggiore; nel gennaio 1815 venne nominato Sotto-aiutante del Dipartimento di Cavalleria dello Stato Maggiore, grazie alla protezione dello zio Vittorio Della Chiesa di Cinzano e Roddi, Generale di Cavalleria, e il 30 dicembre fu promosso Tenente Colonnello. Dal 1817 fu comandante in seconda del reggimento dei Dragoni della Regina finché, il 9 gennaio 1819, fu promosso Colonnello a capo del reggimento Cavalleggeri di Savoia. 
Al comando dei Cavalleggeri di Savoia il Roberti partecipò alla reazione sabauda nei moti del '21: il 10 marzo gli fu comandato di marciare da Savigliano sulla capitale, e il 12 prese posizione col reggimento in Piazza Castello a difesa del Palazzo Reale. Il giorno successivo fu incaricato di scortare fino a Limone il re abdicatario Vittorio Emanuele I; accompagnò poi verso Novara Carlo Alberto. Alla fine dei moti, nel corso dei quali i depositi del suo reggimento furono protagonisti di un tentativo di rivolta, fu nominato Cavaliere dei Santi Maurizio e Lazzaro.
Nel 1825 divenne Maggior Generale, con l'incarico di Generale delle armi in Sardegna e governatore della città e castello di Cagliari. L'11 luglio 1829 raggiunse l'apice della carriera militare diventando incaricato delle funzioni di Viceré di Sardegna, ruolo che svolse per due anni. Nel 1833, richiamato in Piemonte, fu promosso a Tenente Generale. Fu nominato governatore della piazza d'armi di Cuneo il 13 novembre 1835; terminò la carriera come governatore di Novara, incarico che svolse dal 1842.
Morì nella villa del Cerreto, nei pressi di Incisa Belbo, il 27 ottobre 1844.

## Matrimonio e discendenza
Dal matrimonio con Francesca Romana Carola Albertina von Rindsmaul nacquero:
- Francesco Massimiliano, morto infante nel 1807
- Teresa Matilde (1807-1834), suora nel convento del Sacro Cuore di Torino
- Vittorio Emanuele (1808-1871), deputato[13], conte di Castelvero
- Edmondo (1809-1888), sindaco di Cagliari[14] e deputato[15], marchese di San Tommaso[16] maritali nomine
- Alfredo (1812-1840), chierico regolare della Compagnia di Gesù